# 딜리버 어스 마스
딜리버 어스 마스(Deliver Us Mars)는 2023년 액션 어드벤처 비디오 게임으로, KeokeN Interactive가 개발하고 프론티어 파운드리가 배급했다. 딜리버 어스 더 문의 후속작이다.

## 게임플레이
플레이어는 케이티라는 이름의 우주비행사를 조종한다. 그녀의 아버지 아이작은 수년 전 지구를 생태적 재앙으로부터 구하려는 임무를 포기하고 지구를 떠났다. 플레이어는 아이작과 지구를 구하는 데 도움이 될 수 있는 기술을 찾아 화성으로 여행하면서 케이티와 그녀의 가족 관계에 대해 알게 된다. 그녀의 탐험은 1인칭으로 퍼즐을 풀고 플랫폼 게임을 3인칭으로 진행하는 것을 포함한다.

## 개발
KeokeN Interactive는 네덜란드에 기반을 둔다. 프론티어 파운드리는 2023년 2월 2일에 윈도우, 플레이스테이션 4 및 5, 엑스박스 원 및 시리즈 X/S로 출시했다.

## 평가
딜리버 어스 마스는 메타크리틱에서 복합적인 평가를 받았다. PC Gamer는 제한된 예산으로 인해 딜리버 어스 마스가 잠재력을 발휘하지 못했지만, 강력한 스토리를 가진 싱글 플레이 게임 팬에게 추천했다. 퍼즐은 마음에 들지 않았지만, Rock Paper Shotgun은 스토리와 플랫폼 게임 요소를 칭찬했다. 반대로 IGN은 퍼즐은 즐겼지만 플랫폼 게임 플레이는 "힘든 일"이라고 부르며 싫어했다. 성우 연기와 스토리는 칭찬했지만, 성능 문제와 낮은 그래픽은 딜리버 어스 마스를 구원할 수 없었다고 말했다. Game Informer는 "흥미진진한 내러티브가 기능적이지만 완성도가 낮은 게임플레이를 이끈다"며, 이를 제대로 만들어지지 않은 애니매트로닉스가 연기하는 맥베스에 비유했다. Push Square는 훌륭한 성우 연기와 함께 "매력적인 SF 스토리"가 있지만, 지형 팝인, 낮은 성능, 버그, 그리고 지루하다고 느낀 플랫폼 게임 플레이를 비판했다.
2023년 더치 게임 어워즈(Dutch Game Awards)에서 최우수 오디오 부문 후보에 올랐다.

## 후속작
후속작인 딜리버 어스 홈이 2024년 6월 11일에 Kickstarter에서 시작되었다.